# Eugenio Monti
Eugenio Monti (n. 23 ianuarie 1928, Dobbiaco, Venezia Tridentina⁠(d), Italia – d. 1 decembrie 2003, Belluno, Veneto, Italia) a fost un bober ce a reprezentat Italia, medaliat olimpic. A participat la 3 ediții ale Jocurilor Olimpice (1956, 1964, 1968) în care a câștigat două medalie de aur, două medalii de argint și două medalii de bronz.